# Челестини, Фабио
Фа́био Челести́ни (итал. Fabio Celestini; род. 31 октября 1975, Лозанна) — швейцарский футболист, выступавший на позици полузащитника. После завершения карьеры — тренер. Главный тренер российского клуба ЦСКА.

## Биография

### Клубная карьера
Футболом начал заниматься в Швейцарии, в возрасте 20 лет дебютировал в клубе «Лозанна», за который провёл пять сезонов. Сыграл 127 матчей и забил 21 мяч. В 2000 году переехал во Францию, где подписал контракт с клубом «Труа», с которым выиграл Кубок Интертото. В 2002 году перешёл в «Марсель», с которым дошёл до финала Кубка УЕФА 2003/04. После четырёх лет, проведённых во Франции, Челестини уехал играть в Испанию, где отыграл один сезон в «Леванте», а затем заключил контракт с клубом «Хетафе»
Профессиональную карьеру завершил в декабре 2010 года, будучи игроком родной «Лозанны», которая к тому моменту опустилась во второй дивизион. По завершении карьеры должен был получить одну из должностей в структуре клуба, но этого не случилось из-за конфликта с президентом.

### Карьера в сборной
Впервые за сборную Швейцарии сыграл 6 июня 1998 года в товарищеском матче против Югославии (1:1). Свой первый мяч забил 16 октября 2002 года в игре против Ирландии (2:1). Участник чемпионата Европы-2004 (два матча). Был в расширенном списке для участия на Евро-2008. Всего на счету Челестини 35 игр и три гола за национальную команду.

### Тренерская карьера
Тренерскую карьеру начал помощником Бернда Шустера в «Малаге». В 2014 году возглавил итальянский любительский клуб «Террачина», который не спас от вылета из серии D. В 2015 году стал исполняющим обязанности главного тренера «Лозанны», а через два месяца подписал трёхлетний контракт с родным клубом. С ним же добился первых серьёзных успехов — в сезоне 2015/16 вывел бело-голубых в высший швейцарский дивизион с первого места, а в следующем получил звание лучшего тренера чемпионата. С 2018 по 2023 год Челестини тренировал «Лугано», «Люцерн» и «Сьон», из которых его увольняли за плохие результаты. В день своего 48-летия Фабио возглавил «Базель», с которым в сезоне-2024/25 выиграл чемпионат и Кубок Швейцарии.
Летом 2025 года было объявлено, что Челестини возглавит ЦСКА. 20 июня официально возглавил московский клуб. Контракт был подписан на два года с опцией продления ещё на один год. В своем первом матче под руководством Фабио Челестини ЦСКА одержал победу над «Краснодаром» со счетом 0:1 и стал обладателем Суперкубка России. 21 июля 2025 года Челестини дебютировал в чемпионате России с ЦСКА, сыграв 0:0 против «Оренбурга». 27 июля ЦСКА под руководством Фабио одержал первую победу в РПЛ, обыграв «Ахмат» дома со счётом 2:1.

## Тренерская статистика
| Команда   | Начало работы   | Окончание работы | Результаты | Результаты | Результаты | Результаты | Результаты | Результаты | Результаты | Результаты |
| Команда   | Начало работы   | Окончание работы | И          | В          | Н          | П          | ГЗ         | ГП         | РМ         | В %        |
| --------- | --------------- | ---------------- | ---------- | ---------- | ---------- | ---------- | ---------- | ---------- | ---------- | ---------- |
| Террачина | 1 июля 2014     | 5 ноября 2014    | 10         | 2          | 5          | 3          | 14         | 19         | −5         | 020,00     |
| Террачина | 23 декабря 2014 | 21 января 2015   | 3          | 1          | 0          | 2          | 3          | 6          | −3         | 033,33     |
| Лозанна   | 24 марта 2015   | 20 апреля 2018   | 120        | 44         | 26         | 50         | 189        | 192        | −3         | 036,67     |
| Лугано    | 3 октября 2018  | 28 октября 2019  | 46         | 12         | 17         | 17         | 59         | 57         | +2         | 026,09     |
| Люцерн    | 2 января 2020   | 22 ноября 2021   | 79         | 29         | 21         | 29         | 121        | 121        | +0         | 036,71     |
| Сьон      | 21 ноября 2022  | 3 марта 2023     | 6          | 0          | 2          | 4          | 6          | 14         | −8         | 000,00     |
| Базель    | 31 октября 2023 | 30 июня 2025     | 73         | 41         | 15         | 17         | 156        | 83         | +73        | 056,16     |
| ЦСКА      | 30 июня 2025    | н. в.            | 8          | 5          | 2          | 1          | 15         | 6          | +9         | 062,50     |
| Всего     | Всего           | Всего            | 345        | 134        | 88         | 123        | 563        | 498        | +65        | 038,84     |

## Достижения

### В качестве игрока

#### Командные
«Лозанна Спорт»
- Обладатель Кубка Швейцарии: 1997/98, 1998/99
- Победитель Второго дивизиона: 2010/11

«Труа»
- Обладатель Кубка Интертото: 2001

### В качестве тренера

#### Командные
«Лозанна Спорт»
- Победитель Второго дивизиона: 2015/16

«Люцерн»
- Обладатель Кубка Швейцарии: 2020/21

«Базель»
- Чемпион Швейцарии: 2024/25
- Обладатель Кубка Швейцарии: 2024/25

ЦСКА
- Обладатель Суперкубка России: 2025

### Индивидуальные
- Лучший тренер чемпионата Швейцарии: 2016/17